# Gossypium
Bumbacul (Gossypium) este un gen de plante tehnice, din familia Malvaceae, nativ din regiunile tropicală și subtropicală din Americi și Europa. Genul Gossypium cuprinde în jur de 50 de specii, fiind cel mai numeros taxon din tribul Gossypioieae. Planta se prezintă sub formă de tufe, iar semințele sale sunt toxice, ele conținând 1,5 % Gosypol. Bumbacul este un material foarte mult utilizat în industria textilă.
Printre proprietățile bumbacului se numără:
- luciul: bumbacul are un luciu mat;
- culoarea: în general la bumbac culoarea este albă sau gălbuie, depinzând de felul pigmenților naturali;
- lungimea: fibre scurte;
- higroscopicitatea: proprietatea firelor de a absorbi lichidele din mediul ambiant.

## Aspect
Planta este cultivată în zonele călduroase. Are rădăcină pivotantă. Tulpina este la început ierboasă, iar apoi devine lemnoasă. Frunzele sunt mari, lucioase pe partea superioară. Florile se dezvoltă pe ramificațiile fructifere, pe măsură ce se maturizează își schimbă culoarea din galben în roșu, bobocii care vor deveni fructe se modifica și după trei-patru săptămâni eliberează capsulele care conțin fibrele de bumbac.La coacere, fructul se desface în 5 părți, eliberând semințele înconjurate de fire lungi, subțiri (fibre textile). 
Fibra de bumbac este alcătuită din 20 până la 30 de straturi de celuloza, - celuloza este polimerul care stă la baza fibrei de bumbac -, care dau bumbacului proprietăți de absorbție, rezistenta și durabilitate. 
Importanța economică a bumbacului:
-firele albe;
-vata;
-uleiul din semințe, care este folosit pentru obținerea săpunului.
Bumbacul este pretențios față de căldură și rezistă la secetă.
Semințele sunt înconjurate de peri albi și lungi din care se obțin firele de bumbac.

## Specii
- Gossypium anomalum Wawra & Peyr.
- Gossypium arboreum L.
- Gossypium areysianum Deflers
- Gossypium aridum (Rose & Standl.) Skovst.
- Gossypium australe F.Muell.
- Gossypium barbadense L.
- Gossypium benadirense Mattei
- Gossypium bickii (F.M.Bailey) Prokh.
- Gossypium bricchettii (Ulbr.) Vollesen
- Gossypium californicum Mauer
- Gossypium contextum O.F.Cook & J.W.Hubb.
- Gossypium costulatum Tod.
- Gossypium cunninghamii Tod.
- Gossypium darwinii G.Watt
- Gossypium dicladum O.F.Cook & J.W.Hubb.
- Gossypium ekmanianum Wittm.
- Gossypium enthyle Fryxell, Craven & J.M.Stewart
- Gossypium evertum O.F.Cook & J.W.Hubb.
- Gossypium exiguum Fryxell, Craven & J.M.Stewart
- Gossypium gossypioides (Ulbr.) Standl.
- Gossypium harknessii Brandegee
- Gossypium herbaceum L.
- Gossypium hirsutum L. sin Gossypium tomentosum Nutt ex Seem - o specie endemică din insulele Hawaii.
- Gossypium hypadenum O.F.Cook & J.W.Hubb.
- Gossypium incanum (O.Schwartz) Hillc.
- Gossypium irenaeum Lewton
- Gossypium klotzschianum Andersson
- Gossypium laxum L.Ll.Phillips
- Gossypium lobatum Gentry
- Gossypium londonderriense Fryxell, Craven & J.M.Stewart
- Gossypium longicalyx J.B.Hutch. &B.J.S.Lee
- Gossypium marchantii Fryxell, Craven & J.M.Stewart
- Gossypium morrilli O.F.Cook & J.W.Hubb.
- Gossypium mustelinum Miers ex G.Watt
- Gossypium nelsonii Fryxell
- Gossypium nobile Fryxell, Craven & J.M.Stewart
- Gossypium patens O.F.Cook & J.W.Hubb.
- Gossypium pilosum Fryxell
- Gossypium populifolium (Benth.) F.Muell. ex Tod.
- Gossypium pulchellum (C.A.Gardner) Fryxell
- Gossypium raimondii Ulbr.
- Gossypium robinsonii F.Muell.
- Gossypium rotundifolium Fryxell, Craven & J.M.Stewart
- Gossypium schwendimanii Fryxell & S.D.Koch
- Gossypium somalense (Gürke) J.B.Hutch., Silow & S.G.Stephens
- Gossypium stocksii Mast.
- Gossypium sturtianum J.H.Willis – nativă din Australia
- Gossypium thespesioides (R.Br. ex Benth.) F.Muell.
- Gossypium timorense Prokh.
- Gossypium tridens O.F.Cook & J.W.Hubb.
- Gossypium trifurcatum Vollesen
- Gossypium trilobum (Sessé & Moç. ex DC.) Skovst.
- Gossypium triphyllum (Haw.) Hochr.
- Gossypium turneri Fryxell
- Gossypium vollesenii Fryxell[3]

Lista completă cu toate taxoanele descrise, acceptate și sinonime: 

### Specii plasate în trecut în genul Gossypium
- Gossypioides brevilanatum (Hochr.) J.B.Hutch. (ca G. brevilanatum Hochr.)
- Gossypioides kirkii (Mast.) J.B.Hutch. (ca Gossypium kirkii Mast.)
- Kokia drynarioides (Seem.) Lewton (ca G. drynarioides Seem.)[4]